# Арилалкиламин-N-ацетилтрансфераза
Арилалкиламин-N-ацетилтрансфераза  (ААNАТ) (англ.  Arylalkylamine N-acetyltransferase, AANAT, КФ 2.3.1.87) — фермент эпифиза, который регулирует циркадные ритмы человека и животных, «фермент времени». Относится к ацетилтрансферазам и контролирует синтез гормона мелатонина.

## Реакция
Арилалкиламин-N-ацетилтрансфераза участвует в превращении серотонина в мелатонин, которое происходит в два этапа:
```
серотонин → N-ацетилсеротонин → мелатонин
```

Арилалкиламин-N-ацетилтрансфераза ацетилирует серотонин (по амино-группе) до N-ацетилсеротонина (N-ацетил-5-гидрокситриптамин). В свою очередь другой фермент гидроксииндол-O-метилтрансфераза метилирует гидроксильную группу ароматического кольца N-ацетилсеротонина до мелатонина (N-ацетил-5-метокситриптамин). Увеличение активности этого фермента осуществляется за счёт его фосфорилирования циклической формой АМФ и последующим связыванием с белками класса 14-3-3, которые также защищают его от деградации в протеасомах.

## Распространение и эволюция
Ферменты из группы ААНАТ обнаружены далеко не во всех организмах. Они есть только в грамположительных бактериях, грибах, водорослях, головохордовых и позвоночных, хотя не все эти ферменты регулируют циркадные ритмы. Такое необычное распределение ферментов этой группы объясняют возможной передачей соответствующего гена от бактерий к предшественникам позвоночных и последующим вовлечением его в регуляцию циркадных ритмов.

## Регуляция циркадных ритмов

### Циклическая активация ААНАТ
ААНАТ контролирует суточные циклы (т.н. циркадные ритмы) в образовании мелатонина железой внутренней секреции эпифизом и поэтому играет уникальную роль в регуляции биологических часов у позвоночных. Ночью активность ААНАТ способна повышаться в 10-100 раз, что приводит к значительному синтезу и выбросу мелатонина в кровь. При засыпании активность фермента удваивается каждые 15 минут, в то время как при пробуждении эта активность наоборот падает даже ещё быстрее (снижается в 2 раза каждые 3,5 минуты). Таким образом уровень мелатонина значительно меняется в моменты отхода ко сну и при пробуждении.

### Факторы регуляции
Повышение активности ААНАТ, которые ускоряют индоловый метаболизм происходит ночью при наступлении темноты. Затемнение в дневное время не вызывает похожего эффекта. Однако, в постоянной темноте ритмическое повышение-понижение ферментативной активности ААНАТ продолжается за счёт внутреннего циркадного ритма с продолжительностью цикла от 23,5 до 24,5 часов. При постоянном освещении внутренний циркадный ритм совершенно сбивается из-за постоянной световой стимуляции.